# Хосеба Агіррєазкуенага
Хосеба Агіррєазкуенага (нар. 2 лютого 1953, Більбао) — баскський історик, дослідник баскського парламентаризму. Доктор історичних наук, професор Університету Країни Басків.

## Біографія
Агіррєазкуенага народився в Більбао, але дитинство провів у Бустурії, невеликому селі в провінції Біскайя. У 1976 році він закінчив факультет філософії та мистецтв Університету Деусто за спеціальністю географія та історія. Його перший дослідницький проект з етнографії в Бустурії було здійснено у 1972 році під керівництвом Хосе Мігеля Барандьярана. Він був науковим співробітником програми Об'єднаного латино-американського комітету (в Університеті Невади та Університеті Деусто) і отримав докторський ступінь у 1985 році, захистивши дисертацію під керівництвом Хуліо Каро Барохі. Він був професором Університету Країни Басков. З 1995 року він був членом Дослідницької комісії (2006—2017) та Комісії з розвитку баскської мови (1994—2006).
Він був запрошеним професором в Оксфордському університеті (1989—1990, 2006—2007), Європейському університетському інституті у Флоренції (1993) та Центрі баскських досліджень Університету Невади в Ріно (2013—2014) та директором Центру бання федералізму Ітуна з 2007 року.
Він є головним дослідником дослідницької групи Prosoparlam Університету Країни Басків, також відомої як «Біографія та парламент». Група була утворена у 1989 році і є членом Міжнародної комісії з історії представницьких та парламентських установ, заснованої у 1936 році, дочірньої організації Міжнародного комітету історичних наук (ICHS).
З 2010 року група також бере участь у Європейській інформаційній та дослідницькій мережі з парламентської історії.